# Shaman King
Shaman King (シャーマンキング?) es una serie de manga escrita e ilustrada por Hiroyuki Takei. Empezó a publicarse en 1998 en la revista Shūkan Shōnen Jump de la editorial Shūeisha, pero fue cancelada en 2004. En marzo de 2008 se comenzó la publicación de una reedición titulada Shaman King Kang Zeng Bang, la cual abarca 300 capítulos recopilados en 27 tomos y finalizó en abril de 2009, dándole un final a la serie.
Takei eligió el chamanismo como tema principal, porque era un concepto nunca antes tratado en un manga. En 2017, Kodansha adquirió los derechos de la serie y la relanzó en 35 volúmenes de e-books en 2018, publicados también en forma impresa desde 2020.
Una adaptación a anime fue dirigida por Seiji Mizushima en 2000 y fue producida por los estudios TV Tokyo, Nihon Ad Systems y XEBEC. La serie culmina con un total de 64 episodios. Esto se debe a que el manga se desarrollaba al mismo tiempo que el anime, pero la trama se fue separando de la original y tomaron rumbos distintos con finales muy diferentes. En junio de 2020, se anunció una nueva serie de televisión de anime que adaptará los 35 volúmenes de la nueva edición completa de manga y se estrenó el 1 de abril de 2021.
En Japón, el manga ha sido popular. En marzo de 2021, tenía más de 38 millones de copias en circulación. Tanto el manga como el anime han aparecido, en varios momentos, en las listas de los "diez mejores" de sus respectivos medios. La primera serie de anime de Shaman King ha sido vista por muchos televidentes en Japón. Publicaciones sobre manga, anime y otros medios han comentado el manga Shaman King, con comentarios positivos sobre la serie.

## Argumento
La historia comienza cuando Manta Oyamada, un estudiante de secundaria, toma un atajo por el cementerio local y divisa a un joven misterioso que simplemente observa las estrellas llamado Yoh Asakura, el cual le invita a quedarse con él y sus "amigos", pero Manta huye asustado al ver que estos eran fantasmas. Tiempo después Yoh se revela así mismo como un "chamán" (el vínculo entre este mundo y el de los espíritus) para demostrarle a Manta que entre ellos ha nacido una amistad.
La misión de Yoh será encontrar un espíritu acompañante y prepararse para el "Torneo de Chamanes" (Shaman Fight), que sucedería en Tokio. La pelea que se lleva a cabo cada 500 años y en la que el ganador se convierte en el Rey Chamán (Shaman King), quien es aquel que puede hacer contacto con los "Grandes Espíritus" (los que controlan y ven por el destino del mundo). Finalmente hará su aparición el antagonista de la historia Hao Asakura, quien tiene un destino en común con Yoh y tratará de ganar para cumplir su ambición de exterminar a la humanidad y establecer una utopía de sólo chamanes.
Conforme avanza la historia, tanto el manga como el anime, llevan un desarrollo distinto, y aunque poseen finales diferentes, estos guardan una relación. El anime abarca 64 episodios y finaliza con ciertas similitudes con el final del manga.

## Terminología
- Chamán (シャーマン Shāman?, Chamán): Es aquella persona que se pone en trance para poder ser el vínculo directo de deidades, espíritus del más allá, o fantasmas. Ellos toman prestados aquellos poderes para poder curar enfermedades o dar opiniones sabias sobre el gobierno de una comunidad. En épocas primitivas, los chamanes eran el centro de las sociedades, y actualmente siguen existiendo en nuestro mundo aunque cada vez son más escasos. Existen familias poderosas que se han dedicado a este tipo de trabajos por siglos, como El Clan Asakura y La Dinastía Tao.
- Furyoku (ふりょく Furyoku?, Poder Espiritista): Es una palabra japonesa que se utiliza para referirse a la cantidad de energía que un chamán posee.
- Hyoi Gattai (憑依合体 Hyoi Gattai?, Posesión de Almas): Es cuando un chamán introduce un espíritu dentro de su cuerpo, fusionándose así las almas del chamán y la del espíritu. Esta técnica permite al chamán reproducir las técnicas, los conocimientos y demás del espíritu en su cuerpo.
- Over Soul (オーバーソール Obā Souru?, Posesión de Objetos): Es una técnica utilizada por los chamanes para poseer un objeto con el alma de un espíritu. El objeto debe tener alguna relación con el espíritu. Por ejemplo, para Amidamaru (Samurái), el objeto más indicado sería Harusame (Su espada). Cuando se realiza la posesión, el objeto irradia poder espíritista, dependiendo del mismo que le quede al chamán. Además cambia su forma ligeramente, dependiendo tanto del espíritu como del chamán. La posesión de objetos es una técnica muy difícil y cansada que requiere mucha más energía, poder y control que la Posesión de Almas, esta es la razón por la que se convirtió en la prueba para poder participar en el Torneo de Chamanes. Escrita como una sola palabra, "Oversoul" es también el nombre del tema de apertura, interpretado en Latinoamérica por Gabriela Vega.[4]
- Manjien (万辞苑 Manjien?, Diccionario Manjien): Es un libro el cual Manta consulta frecuentemente para encontrar información acerca de la gente, culturas y otros temas. El nombre japonés del libro está compuesto por "Manta" y "Koujien" (広辞苑?), que significa enciclopedia.

## Personajes principales
- Yoh Asakura (麻倉 葉 Asakura Yō?), seiyū: Yūko Satō (2001)/Yoko Hikasa (2021); es el personaje principal y prometido de Anna Kyōyama. Yoh es alguien completamente tolerante, de carácter ligero y despreocupado, lo que lo hace ser de mente abierta y le permite relajarse durante situaciones extremas. También es un personaje muy amistoso que piensa mucho en sus amigos. Su objetivo en la vida es vivir tranquilamente. Su espíritu acompañante es un poderoso samurái llamado Amidamaru (阿弥陀丸?). Yoh es el hermano gemelo y la otra mitad de la reencarnación de Hao Asakura.

- Anna Kyōyama  (恐山アンナ Kyōyama Anna?), seiyū: Megumi Hayashibara; es la prometida de Yoh Asakura y es una sacerdotisa. Tiene un carácter muy severo y suele ser muy estricta, exigente y seria. Anna es la entrenadora personal de Yoh y no piensa detenerse por nada hasta convertirse en la esposa del Shaman King, además de que ella realmente ama a Yoh.

- Manta Oyamada (小山田まん太 Oyamada Manta?), seiyū: Inuko Inuyama; es un inteligente pero asustadizo joven que se pone nervioso fácilmente, es capaz de ver fantasmas incluso sin ser un chamán. Es muy expresivo. En el anime, parece ser que Manta (sin que el mismo lo sepa) se vuelve un chamán, ya que Mosuke (喪助?), un espíritu amigo de Amidamaru, queda atrapado en su computadora portátil.

- Amidamaru (阿弥陀丸 Amidamaru?), seiyū: Katsuyuki Konishi; Es un samurái que murió durante el período Muromachi hace 600 años; ahora es el fantasma que acompaña a Yoh. Es muy poderoso y sabio, pero extremadamente reservado y devoto a su "Amo Yoh" ("Yō-dono" en japonés).

- Ren Tao (道 蓮 Tao Ren?), seiyū: Romi Paku; pertenece a la gran dinastía Tao. Es un chico muy serio que se enfurece con sorprendente facilidad. Es uno de los rivales chamanes y un buen amigo de Yoh. El propósito de Ren para convertirse en el Shaman King era originalmente el destruir a la raza humana porque pensaba que eran "seres sin sentido los cuales no merecían permanecer en este mundo" por estar destruyendo el mundo; este sentimiento fue causado por el odio que le plantó su padre desde pequeño, pero después de conocer a Yoh comprende lo maravilloso de vivir con sus amigos y se da cuenta de que la mejor manera de vivir es amando. Su espíritu acompañante es Bason (馬 孫?).

- HoroHoro (ホロホロ HoroHoro?), seiyū: Yuji Ueda; cuyo verdadero nombre es Usui Horokeu (碓氷 ホロケウ?) es perteneciente a la etnia Ainu de Hokkaidō que desea salvar a los Kropockul de la extinción. Horohoro es un chico muy astuto y por otro lado inestable emocionalmente, pudiendo pasar rápidamente de estar feliz a furioso. Su espíritu aliado es Kororo (コロロ?), un Kropockul. Su hermana menor, Pirika lo entrena tan fuerte como Anna entrena a Yoh.

- Lyserg Diethel, (リゼルグ ダイゼル, Rizerugu Daizeru), seiyū: Yōko Sōmi. Se encontró con Yoh cuando buscaba amigos fuertes para que pudieran derrotar a Hao Asakura debido a que él fue el causante de la muerte de sus padres, por lo que se unió a Yoh y los demás, aunque más adelante se une a los Soldados X (X-Laws), porque creyó que ellos eran capaces de destruir a Hao. Su espíritu acompañante es Morphine.

- Ryūnosuke Umemiya (梅宮 竜之介 Umemiya Ryūnosuke?), seiyū: Masahiko Tanaka; apodado Bokuto no Ryu en la versión original, traducido como "Ryu con su espada de madera", es el líder de una pandilla que siempre está en busca de su "Lugar Favorito". Se convirtió en chamán el día en que su vida fue salvada por Yoh. Suele ser brillante, aunque a veces piensa más en las chicas que en cualquier otra cosa; su espíritu acompañante es Tokagerō (トカゲロウ?).

- Fausto VIII (ファウストⅧ世 Fausuto Hasen?), seiyū: Takehito Koyasu; es un nigromante, cuyo objetivo como chamán era devolverle la vida a la osamenta de su amor perdido, Eliza (エリザ?). Fausto es un descendiente del legendario Fausto, quien hizo un pacto con Mefistófeles por el conocimiento de la nigromancia. En un principio, Fausto no deseaba tener nada que ver con la magia negra de sus ancestros. Sin embargo, la muerte de Eliza lo condujo a la locura y se inclinó por la nigromancia, en sus intentos por manipular la osamenta de Eliza solo lograba animarla pero no devolverle la vida. En episodios posteriores, Fausto se vuelve aliado de Yoh porque consigue revivir a su esposa con la ayuda de Anna, así que no tenía ningún objetivo para ser llamado Shaman King. En el manga su nombre completo es Johann Fausto.

- Chocolove McDonnell (チョコラブ・マクダネル Chokorabu Makudaneru?), seiyū: Motoko Kumai; es un chamán afroamericano que aspira a convertirse en Shaman King para darle al mundo lo que más necesita, risa. Es un comediante innato, aunque sus chistes molestan a la gente en algunas ocasiones (sobre todo a Ren y a Horo-Horo). Su espíritu acompañante es un fantasma jaguar llamado Mic Jaguar. En el manga, Chocolove consigue un segundo espíritu acompañante llamado Pascal Avaf, el espíritu de un chamán inca.

- Hao Asakura (麻倉 葉王 (ハオ) Asakura Hao?) (Zeke Asakura en la traducción inglesa), es el antagonista principal en el anime y el manga de Shaman King. Nacido como Asaha Douji (麻案 童子, Asaha Dōji) en Japón durante la era Heian. Durante su tercera vida se convierte en el hermano gemelo de su descendiente Yoh Asakura. Su nombre se traduce como "Hoja Rey". Como dato interesante, el kanji que constituye la parte «Ha» en su nombre, es el mismo kanji que representa el nombre de Yoh, y la porción de la «o» es un término japonés honorífico, que por lo general indica que la persona tiene una posición elevada. Es el chamán más poderoso de la serie.

## Producción
Antes de crear Shaman King, Takei, fue asistente de Rurouni Kenshinde Nobuhiro Watsuki, intercambió ideas sobre la serie con los otros asistentes que incluían al creador de One Piece, Eiichiro Oda. Como colega de Watsuki, trabajó principalmente como asistente de manga, centrándose solo en sus propios proyectos durante sus días libres. Fue influenciado por el arte callejero de la cultura hip-hop y rap, lo que es evidente en su obra de arte de manga. Para dibujar, usó tintas de caligrafía y puntas de bolígrafo. Al ilustrar, utilizó marcadores de color de la marca Copic.
Eligió el chamanismo como el tema principal de la serie porque quería elegir un tema que nunca antes se había abordado en el manga. Dijo que incorporó su propia personalidad y creencias en Shaman King. Tiene interés en el tema, y "elegir el chamanismo como tema de esta historia parecía una extensión natural de eso". Para el título, dijo que usó "shaman", una palabra en inglés, debido al hecho de que "el matiz es realmente genial" y porque no pudo encontrar una palabra japonesa con el significado exacto de la palabra "shaman". Otra razón para tener el chamanismo como tema principal era porque podía explorar elementos de diferentes culturas y su relación con los muertos y los espíritus.
Takei creó las historias después de crear los personajes porque creía que las "historias nacen debido a la existencia de los personajes". Además, sintió que "lo más importante [para crear un personaje] es tener originalidad". A través de sus personajes quería mostrar diferentes culturas, orígenes y valores. Cuando se le preguntó "¿cómo ganan los chamanes de las religiones pacifistas la lucha de los chamanes?" Respondió que la lucha de los chamanes se libra con la "fuerza del alma". Takei declaró que "el mensaje final del Rey Chamán es que luchar no es bueno".

## Manga
El manga consta de 285 capítulos recopilados en 32 volúmenes, publicados por Shūkan Shōnen Jump, con un final inconcluso y una pequeña historia titulada «Funbari no Uta». El manga y el anime toman rumbos diferentes a partir del comienzo del Torneo de Chamanes. El manga difiere en muchos aspectos con el anime, cosa que no fue del agrado de muchos seguidores de la serie. El 4 de marzo de 2008 fue lanzada una reedición del manga en un nuevo formato kanzen-ban o Perfect Edition, llamada Shaman King Kang Zeng Bang. Esta reedición culminó el 3 de abril de 2009, y cuenta con portadas nuevas a color dibujadas por Takei y varias viñetas redibujadas, contando con 27 tomos y un fanbook (Shaman King Mentalite) e incluyendo los one-shots Funbari no uta, Relax y Mappa Douji, además devela un nuevo y verdadero final. 
También, el 1 de abril de 2011 salió una reedición del manga llamada Shaman King Remix, disponible solamente en Japón, la cual incluye nuevos capítulos llamados Remix Tracks. El 10 de noviembre de 2011 en la edición número 5 de la revista Jump X de Shueisha es lanzado un nuevo one-shot llamado Shaman King Zero, el primero de una serie de capítulos que comprenderían la precuela de Shaman King. En el mismo número se anuncia una secuela del manga llamada Shaman King Flowers que dio inicio el 10 de abril de 2012 y culminó junto a Shaman King Zero en el número final de la revista Jump X el 10 de octubre de 2014.
Tras la adquisición de la serie por parte de Kodansha, el 27 de abril de 2018 se lanza una nueva reedición del manga en formato de e-books, finalizando el 1 de octubre del mismo año con 35 volúmenes. Un nuevo arco de la serie fue estrenado el 17 de mayo de 2018, bajo el nombre de Shaman King The Super Star, el que continúa hasta la fecha. 
Un manga spin-off titulado Shaman King: Red Crimson, se lanzó el 15 de junio de 2018, y se centra en Jun Tao y su espíritu Lee Pyron, finalizando el 17 de enero de 2020. Otro manga spin-off de la serie es Shaman King: Marcos, lanzado el 17 de abril de 2020 y finalizado el 17 de junio del 2023, está centrado en Marco Lasso. Shaman King & a Garden fue otro spin-off lanzado en la revista Nakayoshi desde el 1 de diciembre de 2020 hasta el 2 de mayo del 2022.
| Volumen | ISBN               | Fecha de publicación en Japón |
| ------- | ------------------ | ----------------------------- |
| 1       | ISBN 1-56931-902-2 | 6 de agosto de 2003           |
| 2       | ISBN 1-59116-182-7 | 1 de diciembre de 2003        |
| 3       | ISBN 1-59116-252-1 | 19 de mayo de 2004            |
| 4       | ISBN 1-59116-253-X | 1 de agosto de 2004           |
| 5       | ISBN 1-59116-254-8 | 1 de diciembre de 2004        |
| 6       | ISBN 1-59116-788-4 | 15 de mayo de 2005            |
| 7       | ISBN 1-59116-996-8 | 6 de septiembre de 2005       |
| 8       | ISBN 1-4215-0198-8 | 1 de enero de 2006            |
| 9       | ISBN 1-4215-0676-9 | 2 de mayo de 2006             |
| 10      | ISBN 1-4215-0677-7 | 5 de septiembre de 2006       |
| 11      | ISBN 1-4215-0678-5 | 2 de febrero de 2007          |
| 12      | ISBN 1-4215-1100-2 | 1 de mayo de 2007             |
| 13      | ISBN 1-4215-1101-0 | 4 de septiembre de 2007       |
| 14      | ISBN 1-4215-1475-3 | 1 de enero de 2008            |
| 15      | ISBN 1-4215-1657-8 | 4 de marzo de 2008            |
| 16      | ISBN 1-4215-1658-6 | 6 de mayo de 2008             |
| 17      | ISBN 1-4215-1659-4 | 1 de julio de 2008            |
| 18      | ISBN 1-4215-1881-3 | 2 de septiembre de 2008       |

## Anime

### Emisión en España e Hispanoamérica
En España el anime se estrenó originalmente en Fox Kids en el año 2002.
Años posteriores se retransmitió en el canal autonómico Canal 2 Andalucía por el Bloque La Banda.
La serie se estrenó en Hispanoamérica por Fox Kids en 2002, y continuó en su sucesor Jetix en 2004 (hasta ser sacada en 2006). En Chile la serie se estrenó por Canal 13, en el bloque Cubox, para luego pasar a Chilevisión en el bloque Invasión, luego en 2006 se estrena en Etc...TV, y posteriormente retransmitida por Liv TV. Se transmitió en Colombia hacia el año de 2007 por el Canal 13. También fue transmitido en Telemetro Canal 13 en Panamá en 2005. Además la serie llegó a verse en el Perú por el canal de América Televisión en 2004, en Paraguay por Unicanal en 2004, y en Bolivia por el canal RTP en 2006.
El bloque ZTV lo transmitió en Telefe argentina, de lunes a viernes entre las 6:30 y 7:50 de la mañana y los sábados entre las 9:00 y las 9:30 de la mañana.
En Venezuela es actualmente transmitida los fines de semana por Televen a las 6 de la mañana.

### Episodios especiales
- Yumi no katachi: Los documentos de la pelea de chamanes. (Especial de año nuevo).
- Yujo no katachi: La forma que toma la amistad.
- Ai no katachi: La forma que toma el amor.
- Kanashimi no katachi: La forma que toma la tristeza. (Homenaje a Hao Asakura).

### Episodios OMAKE OVA OVA SAMBA
Shaman King cuenta con una OVA, estrenada únicamente en Japón. Este consta de 5 capítulos breves y una duración de 13 minutos, los cuales son:
1. Las Canciones de Funbari.
2. El Festival secreto del Tejedor.
3. Poesía Funbari "3000 km".
4. Poesía Funbari "Roku Jizou Night".
5. Poesía Funbari "2000".

### Banda sonora
Temas de apertura
- Episodio 1 al 34: Over Soul, interpretado por Megumi Hayashibara.

- Episodio 35 al 64: Northern Lights, interpretado por Megumi Hayashibara.

Temas de cierre
- Episodio 1 al 34: Trust You, interpretado por Megumi Hayashibara.

- Episodio 35 al 63: Omokage, interpretado por Megumi Hayashibara.

- Episodio 64: Tamashii Kasanete, interpretado por Yūko Satō.

#### Banda sonora
- Brave Heart, interpretado por Megumi Hayashibara.

- Silent Weapon, interpretado por Yūko Satō.

- Ryuuro, interpretado por Romi Paku.

#### Especiales
- Discover: Yujo no Katachi, interpretado por Yōko Sōmi.

- Hana Hoshi Sora: Ai no Katachi, interpretado por Nana Mizuki.

- Inyou no Chigiri: Kanashimi no Katachi, interpretado por Minami Takayama.

## Doblaje
| Personaje                                         | Seiyū                                                 | Doblaje España                         | Doblaje Latino |
| ------------------------------------------------- | ----------------------------------------------------- | -------------------------------------- | --- |
| Yoh Asakura                                       | Yuuko Satou                                           | Jonatán López Elisabet Bargalló (niño) | Gabriel Gama Ana Lobo (niño)                                                                                      |
| Manta Oyamada                                     | Inuko Inuyama                                         | Victoria Ramos                         | Laura Torres |
| Anna Kyoyama                                      | Megumi Hayashibara                                    | Aurora Ferrándiz                       | Ana Lucía Ramos                                                                                                   |
| Amidamaru                                         | Katsuyuki Konishi                                     | Carlos Vicente                         | Rubén Moya Víctor Delgado (eps. 53 - 64)                                                                          |
| Ryu con Espada de Madera                          | Masahiko Tanaka                                       | Jordi Ribes                            | Jorge Ornelas |
| Tokageroh                                         | Wataru Takagi                                         | Ramón Rocabayera                       | Miguel Ángel Ghigliazza                                                                                           |
| Horo Horo                                         | Yûji Ueda                                             | Jordi Pons                             | Luis Daniel Ramírez                                                                                               |
| Pirika                                            | Tomoko Kawakami                                       | Mercedes Diemand-Hartz                 | Mariana Ortiz |
| Ren Tao                                           | Romi Park                                             | Manuel Gimeno                          | Rolando de la Fuente                                                                                              |
| Jun Tao                                           | Michiko Neya                                          | Elisa Beuter                           | Gisela Casillas                                                                                                   |
| Lee Pai Long                                      | Nobutoshi Canna                                       | Ramón Rocabayera                       | Gerardo Vásquez                                                                                                   |
| Fausto VIII                                       | Takehito Koyasu                                       | José Javier Serrano                    | José Arenas |
| Lyserg Diethel                                    | Yôko Soumi                                            | Hernán Fernández                       | Irwin Daayán |
| Chocolove McDonell                                | Motoko Kumai                                          | Miguel Castaño                         | José Antonio Macías                                                                                               |
| Tamao Tamamura                                    | Nana Mizuki                                           | Geni Rey                               | Xochitl Ugarte (1.er diálogo) Gabriela Guzmán (resto)                                                             |
| Doncella de hierro Jeanne (Iron Doncealle Jeanne) | Yui Horie                                             | Geni Rey                               | Patricia Acevedo                                                                                                  |
| Hao Asakura                                       | Minami Takayama Hikaru Midorikawa (1.ª reencarnación) | Claudi Domingo                         | Carlos Díaz (bebé) Octavio Rojas (1.ª reencarnación Mónica Villaseñor (2.ª reencarnación) Alfredo Gabriel Basusto |
| Pino                                              | Susumu Chiba                                          | Lucas Cisneros                         | Gabriel Ortiz |
| Shalona                                           | Rumi Ochiai                                           | Silvia Castelló                        | Circe Luna |
| Sally                                             | Inuko Inuyama                                         | Aurora Ferrándiz                       | Elena Ramírez |
| Milly                                             | Miyako Itou                                           | Meritxell Ané                          | Gaby Ugarte (1.er diálogo) Lupita Leal (resto)                                                                    |
| Lilly                                             | Yui Horie                                             | Victoria Ramos                         | Norma Echevarría                                                                                                  |